# Schlichthobel

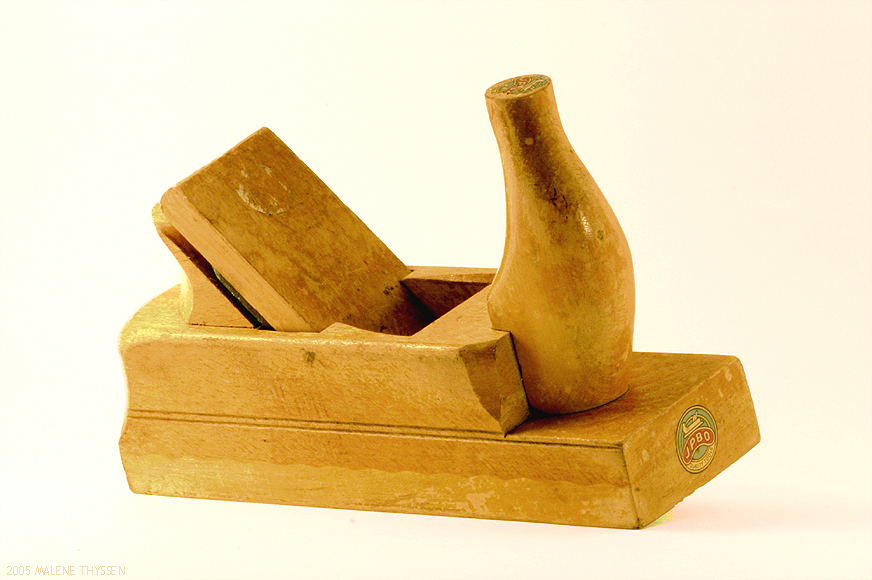
Schlichthobel

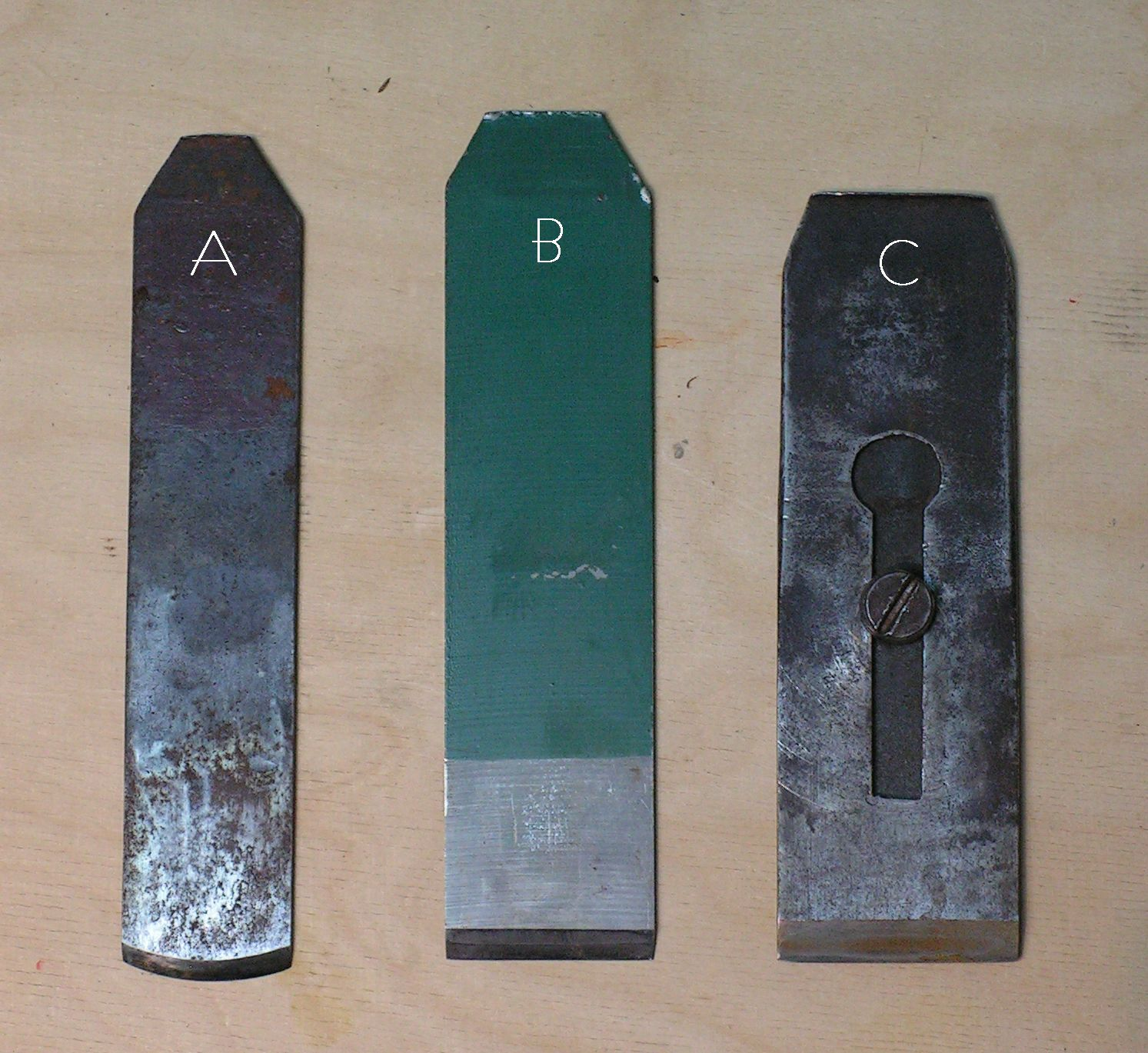
Schmales Schlichthobeleisen (B) neben Schrupphobel- und Doppelhobeleisen

Der Schlichthobel ist ein Handhobel zur spanenden Bearbeitung von Werkstücken aus Holz.
Er wird zum Schlichten, dem Glätten und Ebnen sägerauher Flächen und Kanten und zum Bearbeiten von Hirnholz verwendet. Das einfache Hobeleisen des Schlichthobels ist gerade geschliffen, nach DIN 5145 ist es 45, 48 oder 51 mm breit und steht in einem Schnittwinkel von 45°. Oft wird die Technik des „Zwerchens“ eingesetzt, bei der der Hobel nicht parallel zur Faserrichtung, sondern schräg zu ihr geführt wird. Die erzeugte Oberfläche ist mittelfein und wird mit anderen Hobeln weiterbearbeitet. Der Schlichthobel ist nach DIN 240mm lang.